# Settsu (1912)
El Settsu (摂津?) fue el segundo y último acorazado tipo dreadnought de la Clase Kawachi de la Armada Imperial Japonesa. Junto a su gemelo Kawachi fueron los primeros acorazados japoneses que superaron las 20 000 toneladas de desplazamiento.

## Características
El diseño del Settsu era una versión modificada de la precedente Clase Satsuma, compartiendo su proa tipo clíper. Su gemelo, el Kawachi, iniciado posteriormente, pero finalizado antes, tenía proa recta. Las doce piezas principales de 305 mm estaban divididas en seis torretas dobles. La proel y popel estaban en línea de crujía, mientras que las cuatro restantes se dividían en dos por banda. La longitud de los cañones de estas últimas era inferior, pese a tener el mismo calibre. El armamento secundario era muy pesado, nada menos que diez piezas de 152 mm.
En 1922, y cumpliendo las especificaciones sobre desarme estipuladas en el Tratado Naval de Washington, todo su armamento fue retirado, así como su blindaje lateral y parte de sus calderas, lo que eliminó la chimenea central, redujo su velocidad a 16 nudos y su desplazamiento a 16 130 toneladas. El cambio más importante que produjeron estas modificaciones fue convertir al Settsu en un buque-blanco. Entre 1935 y 1937 se modificó para ser controlado por radio desde el Yūkaze, un destructor Clase Minekaze. En 1940 experimentó cambios en su motorización y chimeneas, y a lo largo de la Segunda Guerra Mundial fue nuevamente armado, pero únicamente con piezas antiaéreas de 13 y 25 mm.
El Settsu resultó hundido en su amarre de Harima el 24 de julio de 1945 por un ataque aéreo de aparatos de la Task Force 38. En 1947 el pecio fue reflotado y posteriormente desguazado.

## Galería

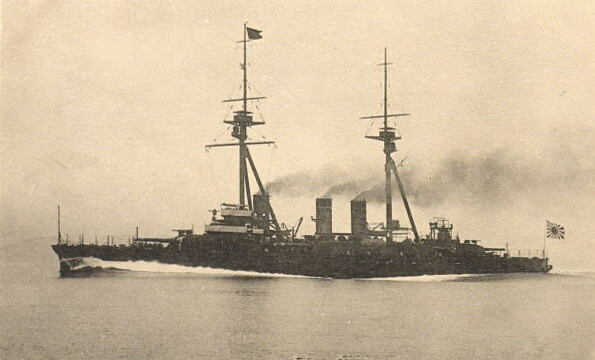
En una postal al principio de su carrera.
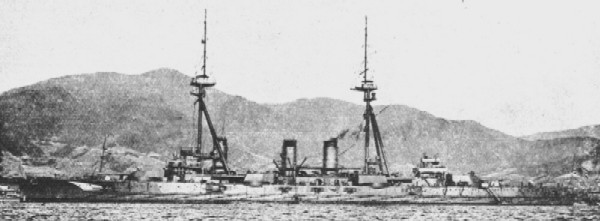
En 1917-1918.
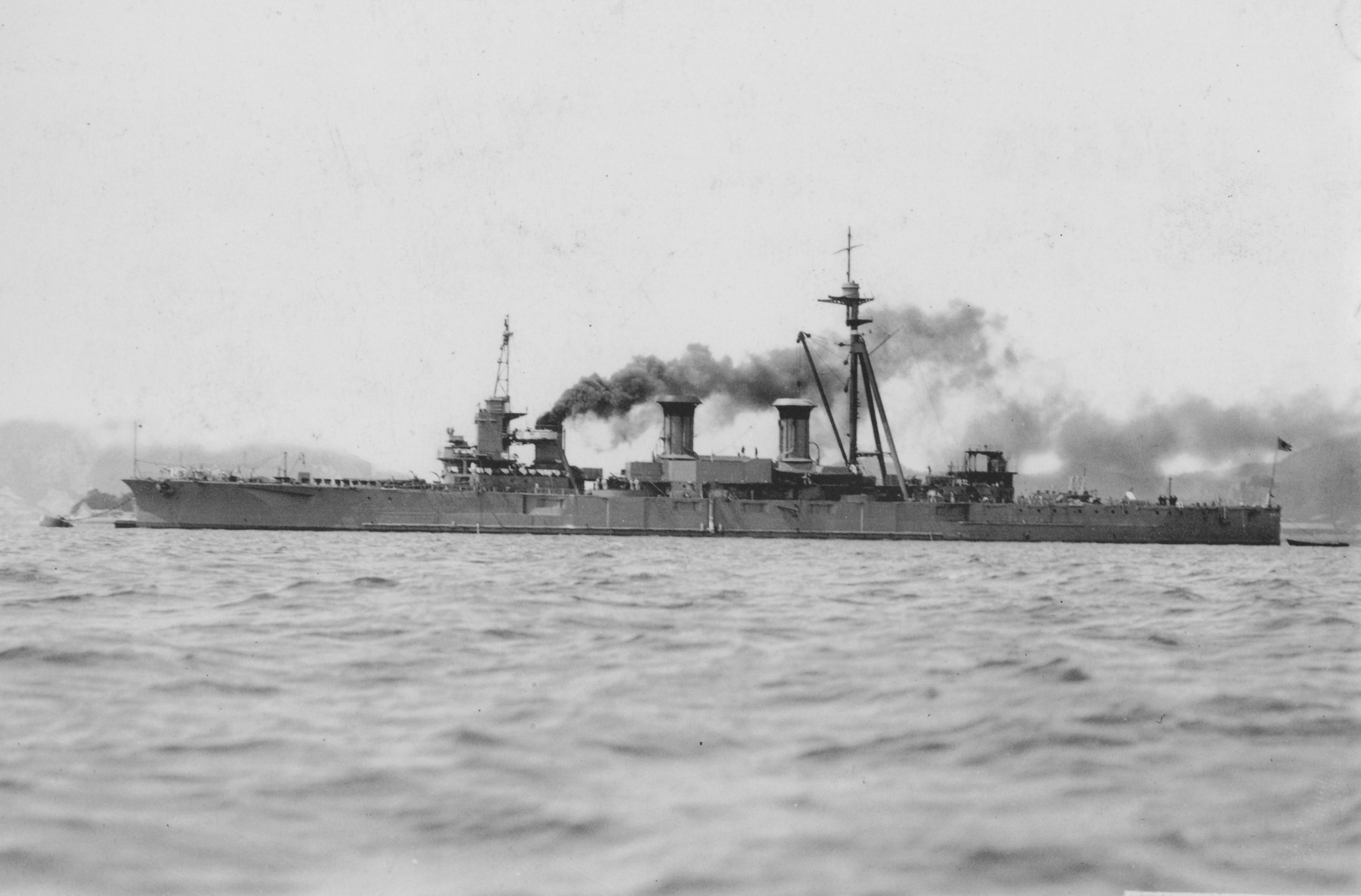
Como buque-blanco, el 7 de abril de 1940.